# Amatossine

α-Amanitina

Le Amatossine o Amanitine sono un gruppo di tossine riscontrate in Amanita phalloides ed in alcune specie di Lepiota e Galerina.
In totale ne sono state isolate nove, a cui viene dato il nome di α-amanitina, β-amanitina, γ-amanitina ecc.
I funghi contenenti amatossine rappresentano una causa rara ma significativa di insufficienza epatica fulminante acuta e circa il 95% dei decessi causati dall'ingestione di funghi a livello globale è attribuibile a funghi contenenti amatossine.

## Tossicità da amatossine

### Eziologia
Al mondo esistono migliaia di specie di funghi, ma solo circa 50-100 di esse risultano essere tossiche per gli esseri umani. Le specie di Amanita sono responsabili per la maggior parte dei casi di tossicità da funghi negli esseri umani, contenendo sia amatossine che fallotossine. Le amatossine possiedono la capacità di interferire con la sintesi delle proteine e causare insufficienza epatica.
Altre specie di Amanita, come ad esempio l'Amanita smithiana, contengono una tossina renale, mentre l'Amanita muscaria e l'Amanita pantherina possiedono tossine isossazoliche, che causano alterazioni dello stato mentale ma nessun danno epatico o renale.

### Epidemiologia
L'avvelenamento da amatossine si verifica poiché la maggior parte delle persone non è in grado di distinguere quali specie di funghi sono sicure da consumare durante la raccolta. I funghi Amanita non hanno un sapore o un odore distinti e sono di dimensioni considerevoli che vanno dai da 5 cm a 15 cm, risultando spesso indistinguibili per colore o aspetto da specie normalmente commestibili.

### Fisiopatologia
La tossina amanitina è termo-stabile, rimanendo tossica sia se mangiata cruda che cotta. Il meccanismo d'azione delle amatossine consiste nell'inibire la RNA polimerasi, causando la rottura della trascrizione dell'mRNA. Di conseguenza, gli epatociti non possono sintetizzare geni chiave per la codifica delle proteine, portando alla disgregazione dei nucleoli e alla necrosi epatica centrilobulare. Questo porta all'insidioso insorgere di un'insufficienza epatica entro 48 ore e ad un insorgere tardivo più di sei ore dopo l'ingestione, di vomito e diarrea acquosa, causato dal secondo componente presente in alcuni di questi funghi ovvero le fallotossine. Le specie di Lepiota non contengono fallotossine, quindi potrebbe non verificarsi l'insorgenza di vomito e diarrea fino a dopo 12 ore dall'ingestione o potrebbero presentare solo sintomi di insufficienza epatica 24 ore dopo l'ingestione.

### Tossicologia
Le amatossine vengono rapidamente assorbite dall'intestino e trasportate nel fegato attraverso i trasportatori OATP. Una volta all'interno dell'epatocita, iniziano ad inibire la RNA polimerasi. Per questo motivo sono necessarie circa 24 ore prima che compaiano segni, sintomi o indicatori di laboratorio di lesioni epatiche.

### Manifestazione clinica
La manifestazione clinica della tossicità da amatossine presenta tre fasi distinte, ovvero:
1. Prima fase. Non si manifestano sintomi fino a sei o dodici ore dopo l'ingestione; spesso i raccoglitori commentano quanto sia buono il cibo preparato con specie di Amanita e non si riscontrano segni di problemi per almeno 6 ore. Dopo questa fase silente, subentra l'insorgenza di nausea, crampi addominali, diarrea acquosa profusa e segni di disidratazione.
2. Seconda fase. Compare dopo la fase gastrointestinale, in cui il paziente sembra riprendersi temporaneamente e i sintomi gastrointestinali si risolvono, ma il danno epatico in corso continua. Questa fase può durare due o tre giorni e si caratterizza per l'aumento delle transaminasi della funzione epatica, della bilirubina, lo sviluppo di coagulopatia e, alla fine, encefalopatia epatica.
3. Terza fase. Sia la funzione epatica che quella renale vengono compromesse. La sindrome epatorenale e l'encefalopatia epatica possono verificarsi rapidamente dopo i segni di lesione epatica evidenziati dai test di laboratorio e la morte può sopraggiungere in un numero di giorni variable tra tre e sette.

### Diagnosi
In caso di ingestione di funghi sospetti di essere tossici per il fegato, è fondamentale eseguire un prelievo per analisi ematiche complete che includa inoltre test di funzionalità epatica e il tempo di protrombina.

### Trattamento
Il trattamento della tossicità da funghi contenenti amatossine è principalmente costituito da terapia di supporto in quanto non esiste un antidoto specifico. Il trattamento prevede il reintegro dei liquidi persi, monitoraggio ed il reintegro degli elettroliti e glucosio. Se il paziente si presenta precocemente ed entro due o quattro ore dall'ingestione, può essere eseguita la decontaminazione con carbone attivo somministrato per via orale, con eventuale trattamento antiemetico se necessario.
Nella pratica clinica sono stati utilizzati diversi agenti e trattamenti, descritti nella letteratura:
- N-acetilcisteina: Utilizzata per via endovenosa come nel caso di avvelenamento da paracetamolo per trattare un potenziale danno epatico e fornire glutatione.[8][6]
- Penicillina: Somministrata per via endovenosa a dosi elevate di circa quattro milioni di unità ogni quattro ore, in quanto si ritiene che competa con l'assorbimento epatico dell'amatossina.[6]
- Silibina: Sia la formulazione farmaceutica disponibile in Europa[9] come formulazione endovenosa che l'estratto di cardo mariano da banco utilizzato in Nord America sono stati utilizzati nella maggior parte dei casi nella letteratura. Il suo meccanismo d'azione è ritenuto essere un inibitore del trasportatore OAT-P che rallenta l'ingresso dell'amatossina nel fegato. Le dosi sono di 1 g per via orale quattro volte al giorno, oppure la silibinina, un alcaloide purificato, per via endovenosa, 5 mg/kg IV in un'ora, seguito da 20 mg/kg/giorno come infusione costante.[6]
- Carbone attivo: Può ridurre l'assorbimento delle amatossine se somministrato precocemente dopo l'ingestione e può inoltre prevenire la riacquisizione delle tossine ore dopo, poiché le amatossine subiscono ricircolazione enteroepatica. Una dose di 1 g/kg può essere somministrata ogni 2-4 ore.[6]
- Ciclosporina: Inibitore del trasportatore OAT-P in studi in vitro.[5] Sebbene la ciclosporina sia ben studiata per altre indicazioni, l'uso per la tossicità da funghi amatossinici è limitato a casi clinici.
- Altre terapie, come cimetidina o acido tioctico per via endovenosa, sono state provate ma hanno supporto solo su modelli animali.[6]

In casi selezionati, una volta che si verifica un grave danno epatico, nonostante una infusione di fluidi aggressiva e le cure di supporto, un trapianto di fegato può essere l'unica opzione di salvataggio. La rapida evoluzione verso l'encefalopatia epatica, la sindrome epatorenale o la coagulopatia sono indicazioni per il trapianto di fegato. La valutazione del trasferimento in un contesto di trapianto di fegato e la cura in unità di terapia intensiva dovrebbero essere effettuate precocemente nel corso dell'ingestione di funghi.
Quando si verifica una insufficienza renale, la emodialisi dovrebbe essere utilizzata, ma anche se utilizzata precocemente dopo l'ingestione, non rimuove le amatossine dal sangue.